# Giovanni Boccaccio
Giovanni Boccaccio ([d͡ʒoˈvanːi boˈkːat͡ʃːo]; * 16. Juni 1313 in Certaldo oder Florenz; † 21. Dezember 1375 in Certaldo) war ein italienischer Schriftsteller, Dichter und bedeutender Vertreter des frühen Renaissance-Humanismus. Sein Hauptwerk, das einhundert Novellen umfassende Decamerone, porträtiert die facettenreiche Gesellschaft des 14. Jahrhunderts und erhebt ihn zum Begründer der prosaischen Erzähltradition in Europa.

## Leben

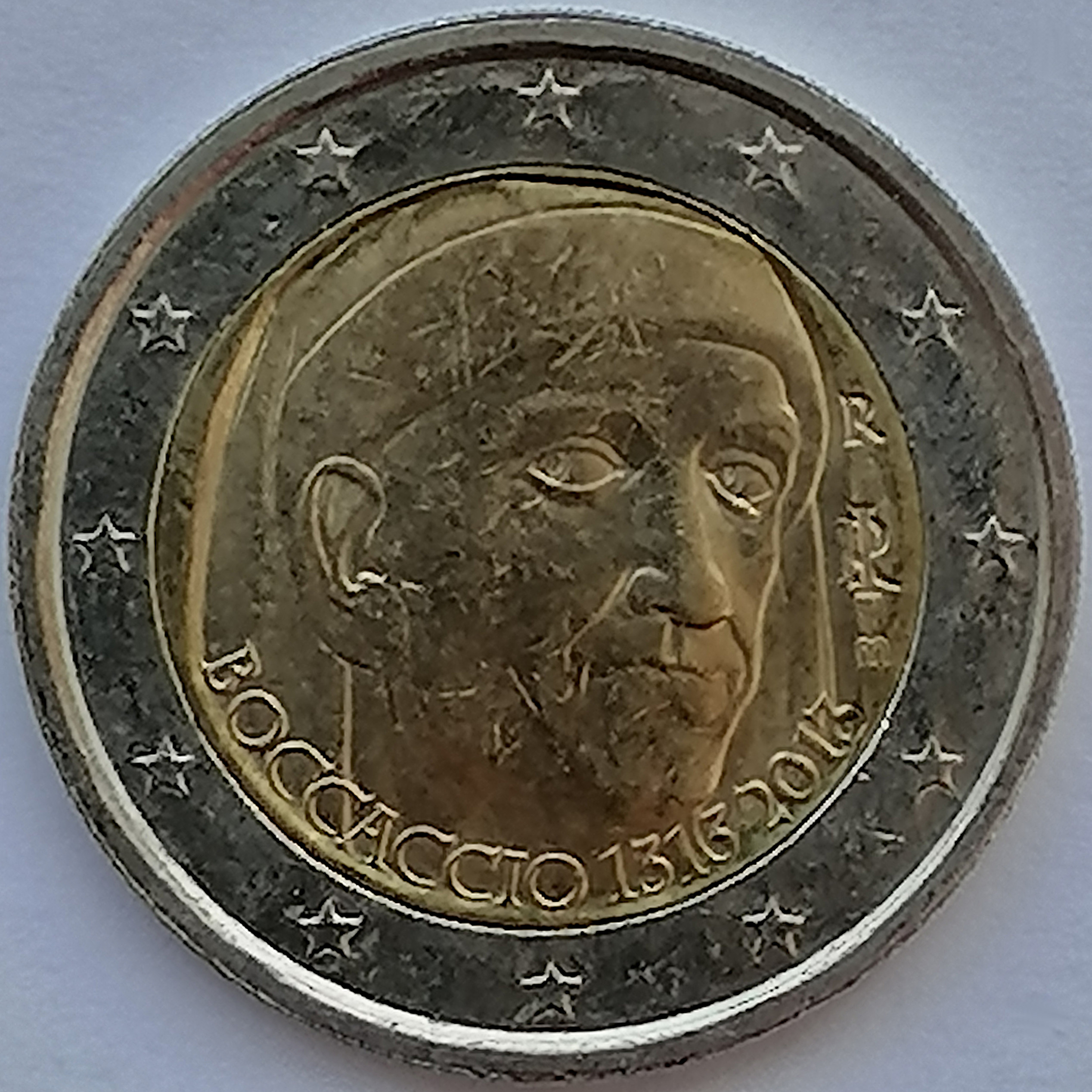
Andrea del Castagno: Giovanni Boccaccio auf der italienischen 2-Euro-Münze von 2013

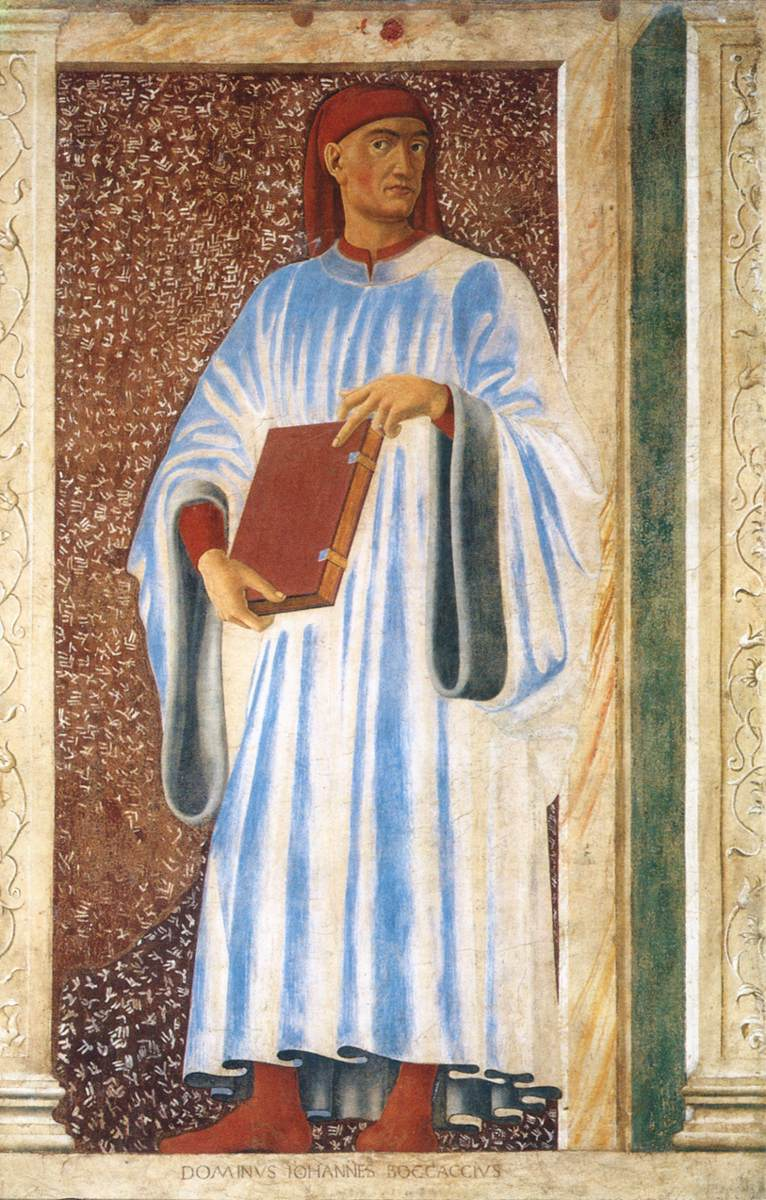
Andrea del Castagno: Giovanni Boccaccio, um 1450

Die genauen Umstände seiner Geburt sind nicht gesichert. Boccaccio wurde 1313 geboren, vermutlich in Florenz oder im nahe gelegenen Bergdorf Certaldo, als unehelicher Sohn des Kaufmanns Boccaccio di Chellino. Seine Mutter starb kurz nach der Niederkunft. Später kam die in vielen Quellen zitierte und auch von ihm selbst geförderte, bis heute unbewiesene Legende auf, er sei in Paris geboren worden, hervorgegangen aus einer Beziehung zwischen seinem Vater und einer französischen Adligen namens Giovanna.
Als Kind lebte er in Florenz im Haus des Vaters, der für die Compagnia dei Bardi, eine Bankgesellschaft, arbeitete. Noch als Jugendlicher – ungefähr vierzehn Jahre alt – wurde er nach Neapel zur Arbeit in eine Filiale der Compagnia dei Bardi geschickt, um sich im Beruf des Kaufmanns zu üben.
Die in Neapel verbrachten Jahre (bis 1340) hatten großen Einfluss auf die persönliche und intellektuelle Entwicklung Boccaccios. Anstatt sich vollkommen dem Studium der Handelstätigkeit oder des kanonischen Rechts zu verschreiben, wie es der Vater gewollt hatte, widmete er sich seiner Leidenschaft für die Literatur. Er erhielt Zugang zum neapolitanischen Hof des Robert von Anjou, wo er den eleganten, höfischen Lebensstil kennenlernte, mit Intellektuellen verkehrte und sich eine breitgefächerte Bildung aneignete.
In dieser Zeit entstanden auch seine ersten Werke in Versform und Prosa, in denen Boccaccio mit verschiedenen Genres und Stilen experimentierte (unter anderem gilt der zwischen 1336 und 1338 entstandene Filocolo als einer der ersten volkssprachlichen Prosaromane und gibt Zeugnis über seine weitreichenden Kenntnisse). Er entwarf das wiederkehrende Bild einer idealen Geliebten, die er Fiammetta nannte und deren reales Vorbild vermutlich eine neapolitanische Adlige namens Maria d’Aquino ist. Im Filocolo wird sie als Tochter Roberts von Anjou dargestellt (Buch 1, Kap. 1).
1340 kehrte er nach Florenz zurück. Wegen finanzieller Schwierigkeiten trat er in den Staatsdienst ein und bekleidete mehrere Ämter. Zwischen 1345 und 1346 begab er sich an den Hof des Ostasio da Polenta in Ravenna, während er im nächsten Jahr im Dienst des Francesco Ordelaffi in Forlì stand. Das bürgerliche-städtische Umfeld, sehr verschieden vom höfischen Leben, war eine bedeutende Inspirationsquelle für seine fruchtbare literarische Tätigkeit in jenem Jahrzehnt, die ihren Höhepunkt im Decamerone fand, geschrieben in den Jahren nach der Pestepidemie, die Italien 1348 heimsuchte.

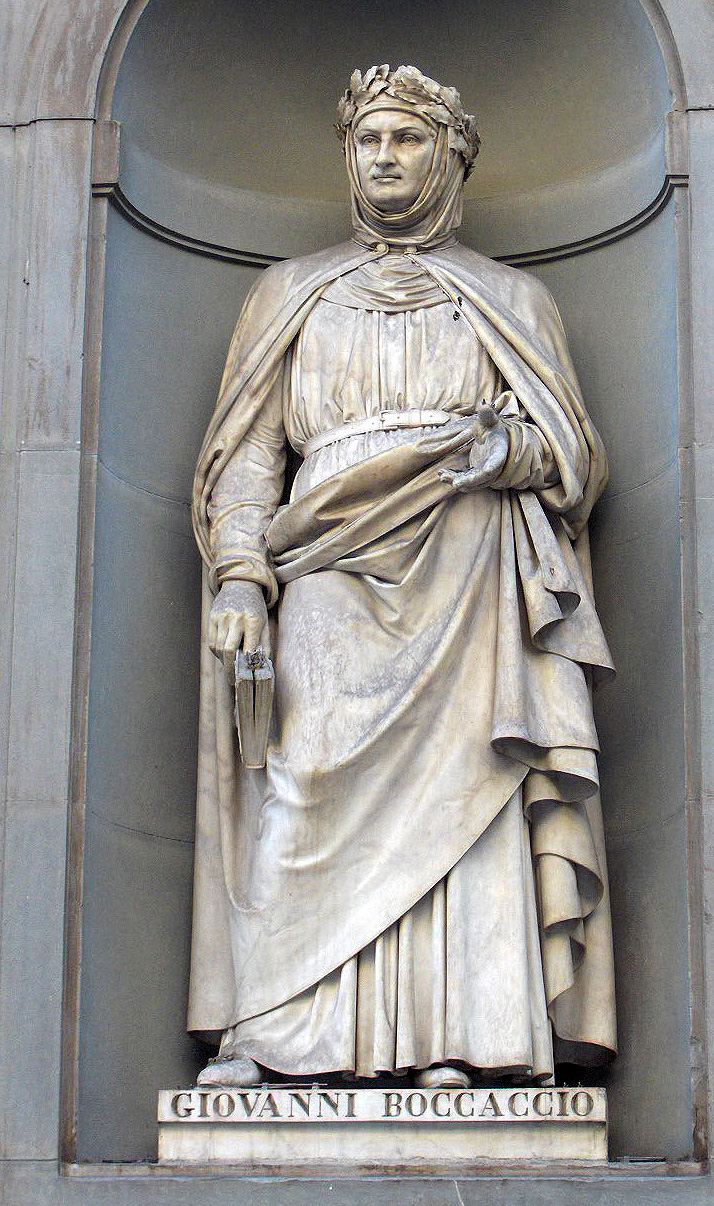
Standbild in den Uffizien, Florenz

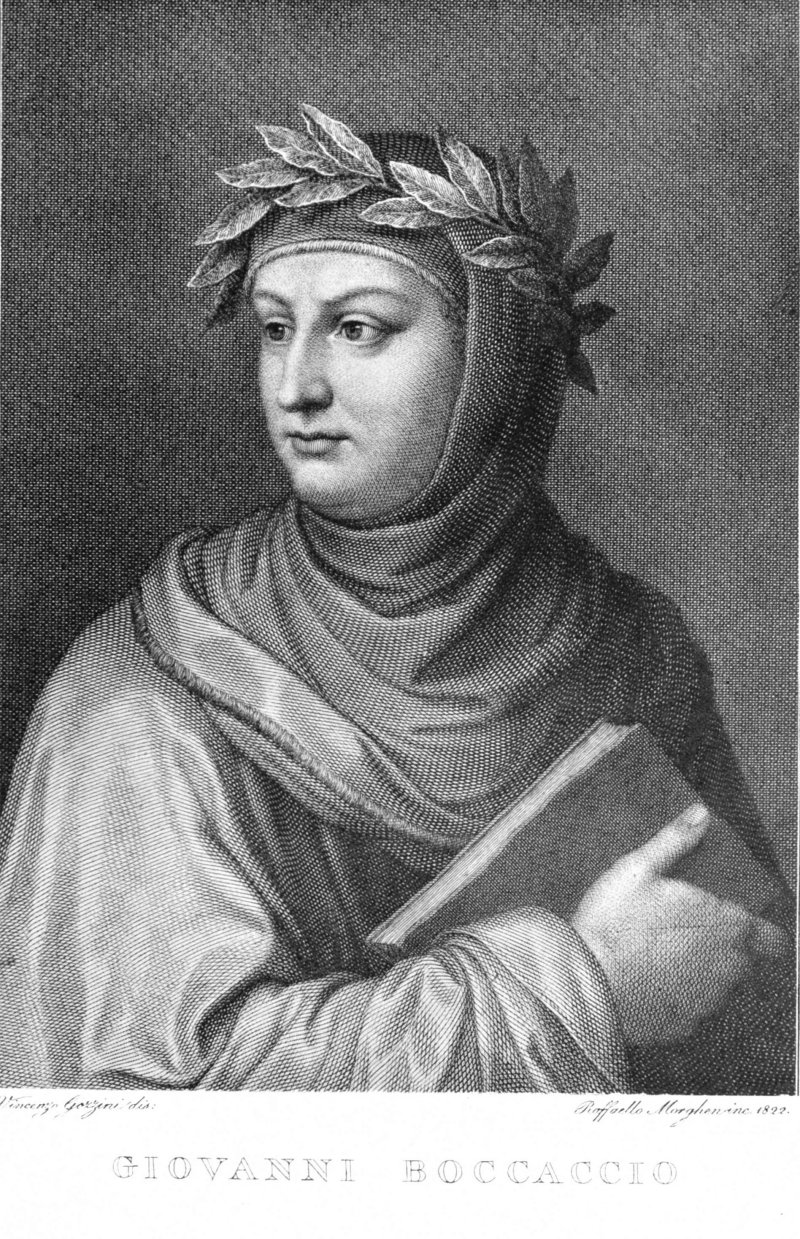
Boccaccio, Stich von Raffaello Morghen, 1822

Sein Meisterwerk war indes sicher schon abgeschlossen, als er im Herbst 1350 erstmals Francesco Petrarca traf. Boccaccio schloss mit ihm eine tiefe Freundschaft. Beiden war die Verehrung für die klassischen Autoren gemein, wie ihr Briefwechsel bezeugt, in dem sie sich über literarische Erfahrungen austauschten.
Jetzt, wo sein Ruhm gewachsen war, vertraute ihm die florentinische Stadtverwaltung verschiedene diplomatische Aufträge an, die ihn auf viele Reisen führten.
In diesen Jahren widmete sich Boccaccio – auch beeinflusst von seinem Freund Petrarca – verstärkt seinem Studium der klassischen Texte. Um 1355 erhielt er freien Zugang zur Bibliothek von Montecassino, in der viele Meisterwerke aus der Antike die Zeiten überdauert hatten. Einige der kostbaren Kodizes schrieb Boccaccio sogar eigenhändig ab, wie es sich in seinen überlieferten Notizbüchern (den sogenannten Zibaldoni) nachlesen lässt.
Nachdem Boccaccio um 1360 mit dem Studium des Griechischen begonnen hatte, erwirkte er, dass in Florenz dafür der erste Lehrstuhl eingerichtet wurde. Dieser wurde an Leontius Pilatus vergeben, dem Boccaccio darüber hinaus die Übersetzung der Ilias und der Odyssee des Homer ins Lateinische anvertraute. Diese Werke konnten somit von einem weitaus breiteren Publikum gelesen werden.
Sein Interesse für die Antike beeinflusste auch die Literaturproduktion gegen Ende seines Lebens. In seinen späteren Lebensjahren schrieb er nämlich weniger in Volgare gehaltene erzählerische Texte, sondern mehr Werke, die sich in lateinischer Sprache mit enzyklopädischen oder philologischen Themen befassten.
Möglicherweise ist diese Veränderung auch auf eine religiöse Krise im Leben Boccaccios zurückzuführen. Diese soll so tiefgreifend gewesen sein, dass Boccaccio sogar einige seiner Werke zerstören wollte, die er nun für unmoralisch hielt. Er konnte jedoch von Petrarca zurückgehalten werden. Diese Darstellung wird durch die Tatsache in Frage gestellt, dass er noch um 1370 eigenhändig Abschriften seines Decamerone verfertigte. Er war bereits 1360 in den minderen Geistlichenstand eingetreten, wenn auch wahrscheinlich aufgrund finanzieller Nöte. Schließlich begegnete er im Jahr 1362 dem Kartäusermönch Gioachino Cianni aus Siena, der Boccaccio zu „frommem Leben“ bekehrte.
1373 wurde ihm, der bereits zwanzig Jahre zuvor mit seiner Dante-Biographie den Kult um Dante Alighieri angefacht hatte, von der Stadt Florenz aufgetragen, öffentlich die Divina Commedia zu lesen, zu erklären und zu kommentieren. 1374 verschlechterte sich allerdings sein gesundheitlicher Zustand wegen einer wahrscheinlichen Hydropsie und so musste er diese Tätigkeit abbrechen. Er kam nur bis zum Beginn des 17. Gesang des Inferno.
Er ließ sich schließlich in Certaldo nieder und arbeitete an einigen Werken bis zu seinem Tod am 21. Dezember 1375.

## Rezeption und Ehrungen
Giovanni Boccaccio wurde von der Nachwelt unterschiedlich bewertet, wobei positive Rezeptionen durch relevante Betrachter überwiegen. So lobten ihn Francesco de Sanctis, Friedrich Theodor Vischer und Vladimiro Macchi dafür, das Mittelalter in der Literatur überwunden zu haben. Letzterer sah in Boccaccio den bedeutendsten italienischen Novellisten und sein Schaffen als Beginn der „Blütezeit der italienischen Novelle“. De Sanctis verglich den Dichter in seiner Geschichte der italienischen Literatur (1870) mit Voltaire.
Coluccio Salutati verfasste bereits kurz nach Boccaccios Tod einen ehrenden Nachruf. Niccolò Machiavelli lobte im zweiten Buch seiner Geschichte von Florenz dessen Beredsamkeit bei der Beschreibung der Pest. Paolo Giovio betrachtete Boccaccios lateinische Schriften 1556 in seinen Elogia doctorum virorum als inzwischen belanglos, zeigte sich aber vom Decamerone begeistert. Papst Pius II. übernahm Kapitel aus Boccaccios Büchern in seine Sammlung De pravis mulieribus.
Der Autor und Biograf Werner Pleister betrachtete die insbesondere im 17. Jahrhundert entstandenen Gerüchte um Boccaccios Biografie als eine noch größere Schädigung von dessen Ansehen als die vorangegangene Zensur seiner Werke. Dichter und Wissenschaftler des 19. und 20. Jahrhunderts verbesserten aber nach Pleisters Ansicht das Bild Boccaccios wieder. Tatsächlich hob Paul Heyse hervor, dass Boccaccio die Novelle zur Kunstform erhoben habe. Hermann Hesse gestand, nicht „den zehnten Teil“ von Boccaccios Können zu besitzen. August Wilhelm Schlegel betonte, dass Boccaccios häufig kritisierte Novellen im Spiegel ihrer Zeit zu analysieren sind. Hermann Hettner betrachtete hingegen zwar Elegia di Madonna Fiammetta als Vorläufer von Die Leiden des jungen Werther, sah den „innerste[n] Kern“ von Boccaccios Schrift aber als „wurmstichig“ an und schätzte Goethes Roman demnach ungleich höher ein. Er zeigte auch Verständnis für die Indizierung des Decamerone. Georg Voigt kritisierte die Genealogia deorum gentilium als „wüstes und geschmackloses Nachrichtenmagazin“.
2013 erschien anlässlich seines 700. Geburtstages eine 2-Euro-Gedenkmünze mit seinem Porträt im Dreiviertelprofil. Dieses ist dem Fresko von Andrea del Castagno entnommen.

## Werke
Die italienischen Werke
- Die neapolitanische Phase

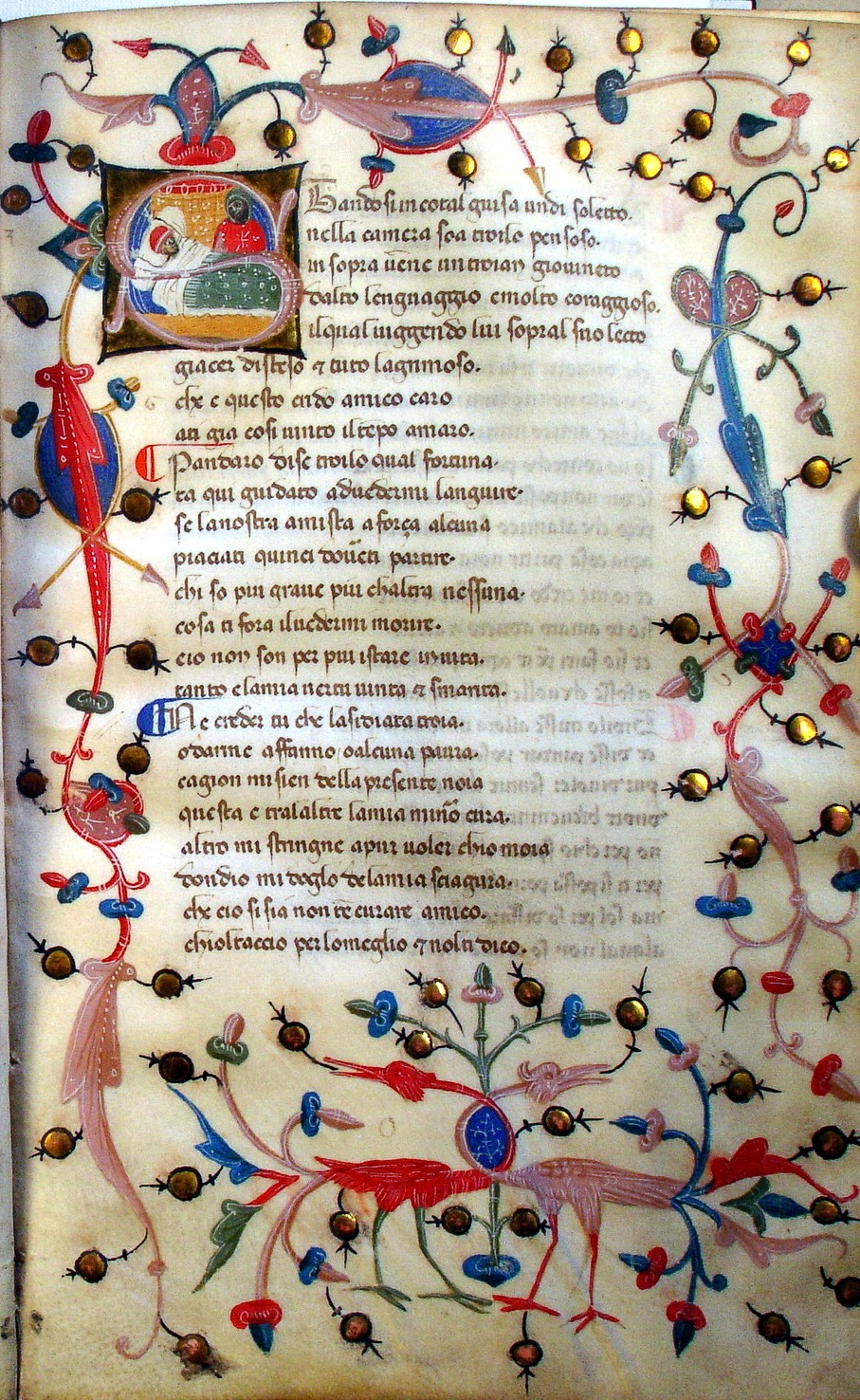
Boccaccio, Il Filostrato. Handschrift, 14. Jahrhundert (Codex Christianei, Hamburg)

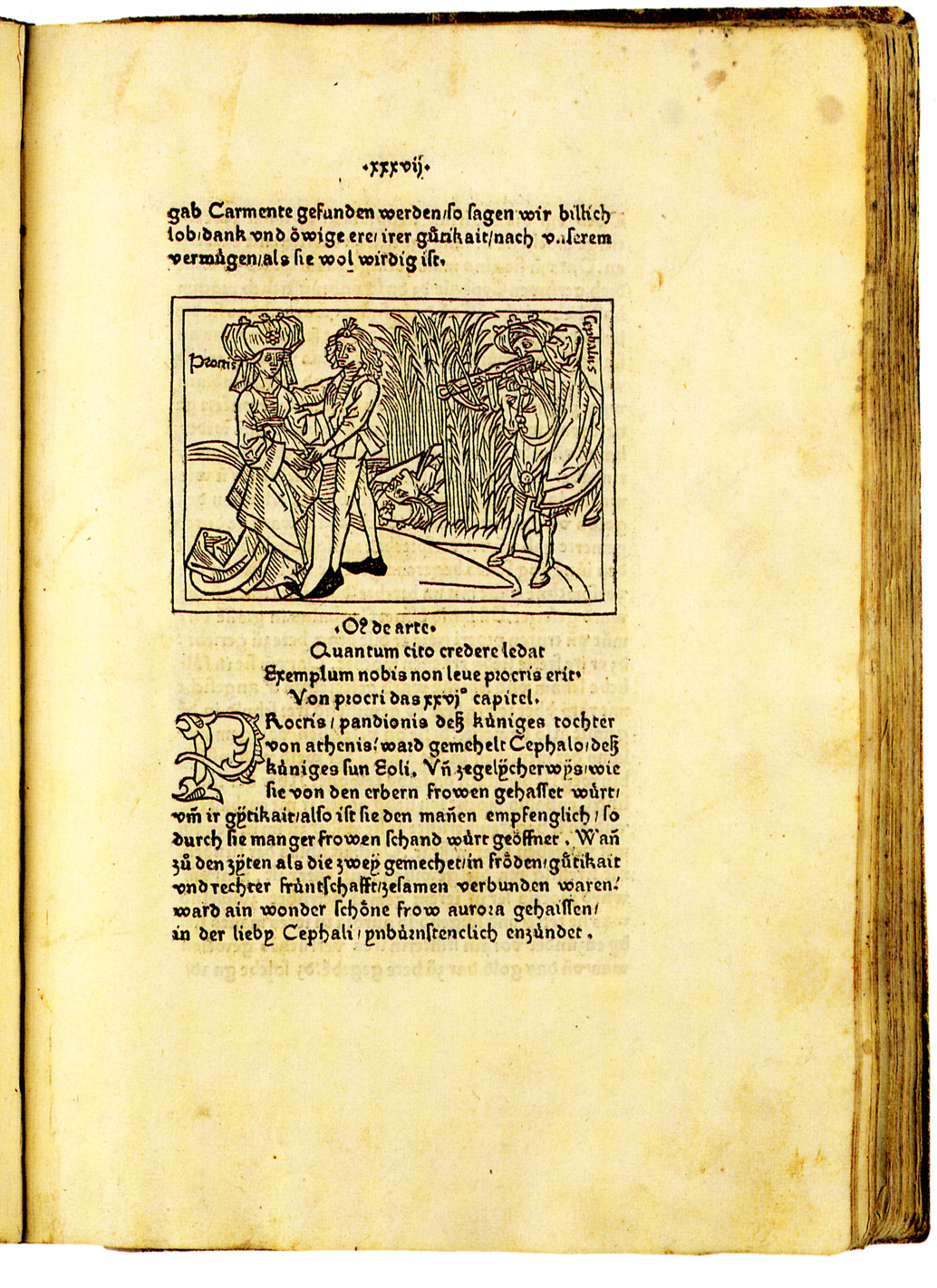
Deutsche Erstausgabe (1473/74) von Boccaccios De mulieribus claris (deutsche Übersetzung von Heinrich Steinhöwel)

  - La caccia di Diana 1334, Kurzepos in 18 Gesängen
  - Il Filostrato 1335, Epos in Stanzen (ottava rima)
  - Il Filocolo 1336–1339, Roman in Prosa
  - Teseida 1340–1341 (vollendet in Florenz), Epos in Stanzen (ottava rima)
  - Rime, Sammlung von Gedichten, die Boccaccio im Verlauf seines Lebens verfasste; von ihm selbst nie zu einem Werk zusammengefasst
- Die Jahre 1340–1350
  - Ninfale d’Ameto 1341–1342, Hirtenroman in Versform und Prosa
  - L’amorosa visione 1342–1344, Epos in Terzinen, imitiert Dantes Divina Commedia
  - Elegia di Madonna Fiammetta 1343–1344, Roman in Prosa
  - Ninfale fiesolano 1344–1346, Epos in Stanzen (ottava rima)
- Das Hauptwerk
  - Il Decamerone 1348–1353, Novellensammlung
- Das Spätwerk
  - Il Corbaccio. Vermutlich 1366.[6] Misogyner Traktat in Form einer Traumvision.
  - Trattatello in laude di Dante 1351–1373, Biographie Dante Alighieris
  - Esposizione sopra la Commedia di Dante 1373–1374, Überlieferung seiner öffentlichen Vorlesungen und Kommentare zur Divina Commedia

Die lateinischen Werke
- Bucolicum carmen 1349–1367, sechzehn Eklogen
- Genealogia deorum gentilium 1350–1367, Sammlung mythologischer Erzählungen aus der Antike in 15 Büchern
- De montibus, silvis, fontibus, lacubus, fluminibus, stagnis, seu paludibus et de nominibus maris liber 1355–1375, umfangreicher Katalog geographischer Objekte, die in der klassischen Literatur vorkommen
- De casibus virorum illustrium 1356–1373, Sammlung von Episoden aus dem Leben berühmter Persönlichkeiten, die ein übles Schicksal ereilte
- De mulieribus claris 1361–1362, Sammlung moralisierender Biographien berühmter Frauen der Antike und des Mittelalters

## Textausgaben und Übersetzungen
- Brigitte Hege (Hrsg.): Boccaccios Apologie der heidnischen Dichtung in den Genealogie deorum gentilium. Buch XIV. Text, Übersetzung, Kommentar und Abhandlung. Stauffenburg, Tübingen 1997, ISBN 3-86057-183-4
- Virginia Brown (Hrsg.): Giovanni Boccaccio: Famous Women. Harvard University Press, Cambridge (Massachusetts) 2001, ISBN 0-674-00347-0 (lateinischer Text und englische Übersetzung)
- Jon Solomon (Hrsg.): Giovanni Boccaccio: Genealogy of the Pagan Gods. Harvard University Press, Cambridge (Massachusetts) 2011 ff. (lateinischer Text und englische Übersetzung)
  - Band 1: Books I–V, 2011, ISBN 978-0-674-05710-4
- Giovanni Boccaccio: Novellen aus dem Decameron. Artemis & Winkler, Düsseldorf/Zürich 1991. Mit 10 Miniaturen aus der Biblioteca Apostolica Vaticana (Codex Palatinus latinus 1989), Übertragung: Karl Witte/Helmut Bode. ISBN 3-538-06649-3.
- Giovanni Boccaccio: Decameron. Mit den Holzschnitten der venezianischen Ausgabe von 1492. Übers., Nachw. und Kommentar von Peter Brockmeier. 1200 S. Stuttgart: Reclam Verlag 2012. ISBN 978-3-15-010853-6
- Giovanni Boccaccio: Büchlein zum Lob Dantes. Übersetzt und eingeführt von Moritz Rauchhaus. Verlag das kulturelle Gedächtnis, Berlin 2021. ISBN 978-3-946990-55-0.
- Giovanni Boccaccio: Filocolo oder Die verschlungenen Wege der Liebe. Berlin 2025. ISBN 978-3-8477-0488-1

## Literatur

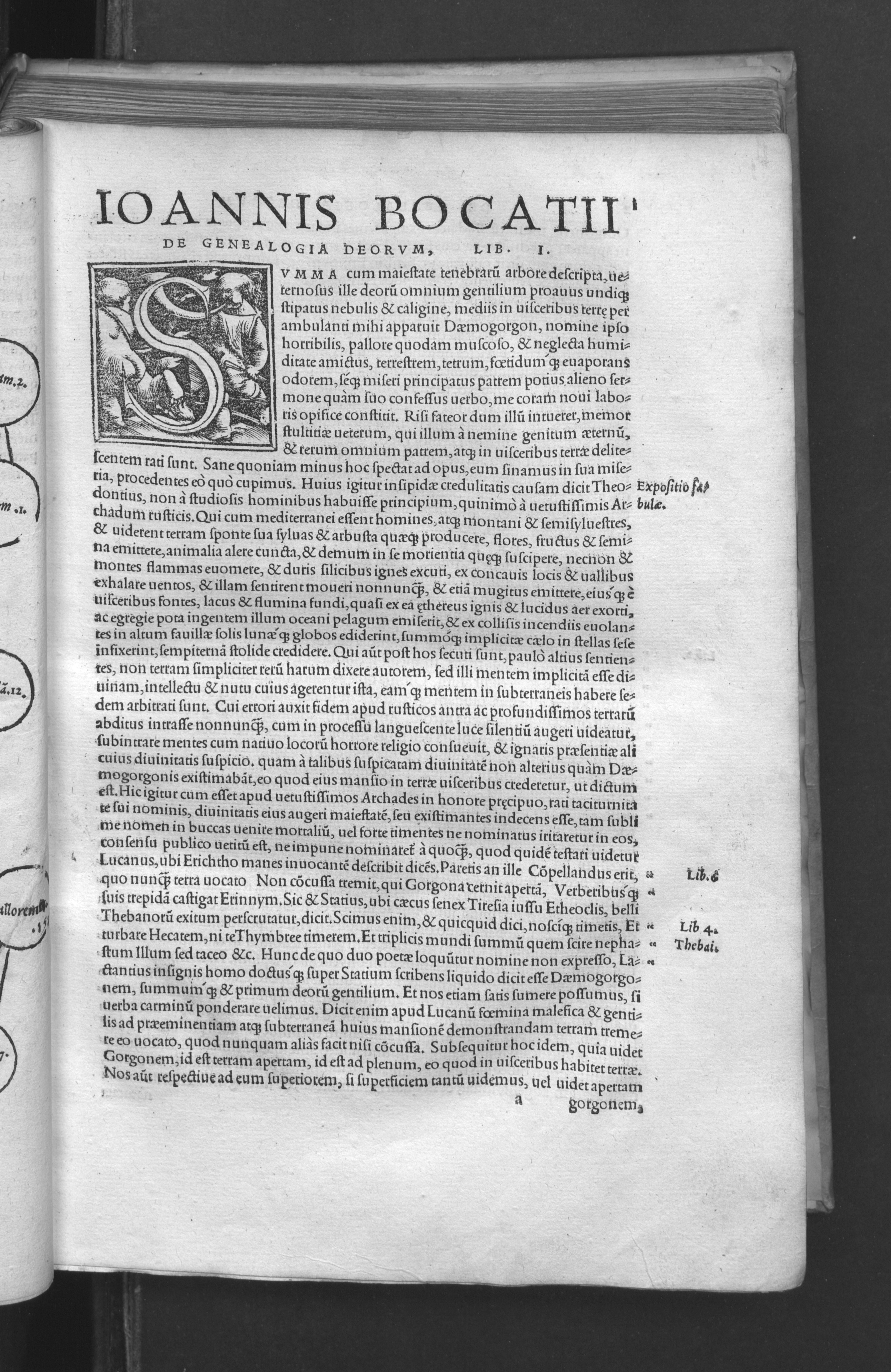
Genealogia deorum gentilium, 1532

## Dokumentarfilm
- 1972: Giovanni Boccaccio (DEFA-Dokumentarfilm, Regie: Uwe Belz)[7]